# Lampisang Tunong
Lampisang Tunong is een bestuurslaag in het regentschap Aceh Besar van de provincie Atjeh, Indonesië. Lampisang Tunong telt 702 inwoners (volkstelling 2010).